# Chiesa di Sant'Andrea apostolo in Castel di Decima
La chiesa di Sant'Andrea apostolo in Castel di Decima è una chiesa di Roma, nella zona Castel di Decima, in via Clarice Tartufari.

## Storia
La storia di questo edificio sacro è strettamente collegata con la storia della tenuta (o castello) di Decima, il cui toponimo deriva dalla distanza in miglia dalla città di Roma. Infatti la chiesa è annessa al castellum, le cui prime notizie certe risalgono a una bolla di papa Gregorio VII del 1081. Il luogo fortificato si trasforma, nel corso dei secoli, in casale di campagna, che nel XVII secolo viene acquistato dalla famiglia Torregiani: nel 1777 il cardinale Ludovico Maria Torriggiani, segretario di Stato di Clemente XIII, fa trasformare l'antica cappella privata della tenuta e la erige a sede parrocchiale col nome di parrocchia dei Santi Martino e Antonio abate (vedi chiesa di Gesù Divin Salvatore). L'intero complesso passò poi di mano diverse volte, e la stessa chiesa cambiò nome, prima in chiesa di Sant'Elvira e poi, dal 1988, in quello attuale.
Oggi l'intero complesso di Castel di Decima è trasformato in un centro congressi e sede di una società di catering. L'edificio sacro è una chiesa annessa della parrocchia di Gesù Divin Salvatore; vi si officia tutte le domeniche mattina, anche se è utilizzata soprattutto per la celebrazione di matrimoni religiosi.

## Descrizione
Dal punto di vista artistico, la chiesa è preceduta da un portico, e internamente si presenta a unica navata, con pareti affrescate; nel soffitto è presente lo stemma cardinalizio dei Torregiani, antichi proprietari e restauratori dell'edificio.